# Konatsried
Konatsried ist ein Ortsteil der Stadt Oberviechtach im Oberpfälzer Landkreis Schwandorf (Bayern).

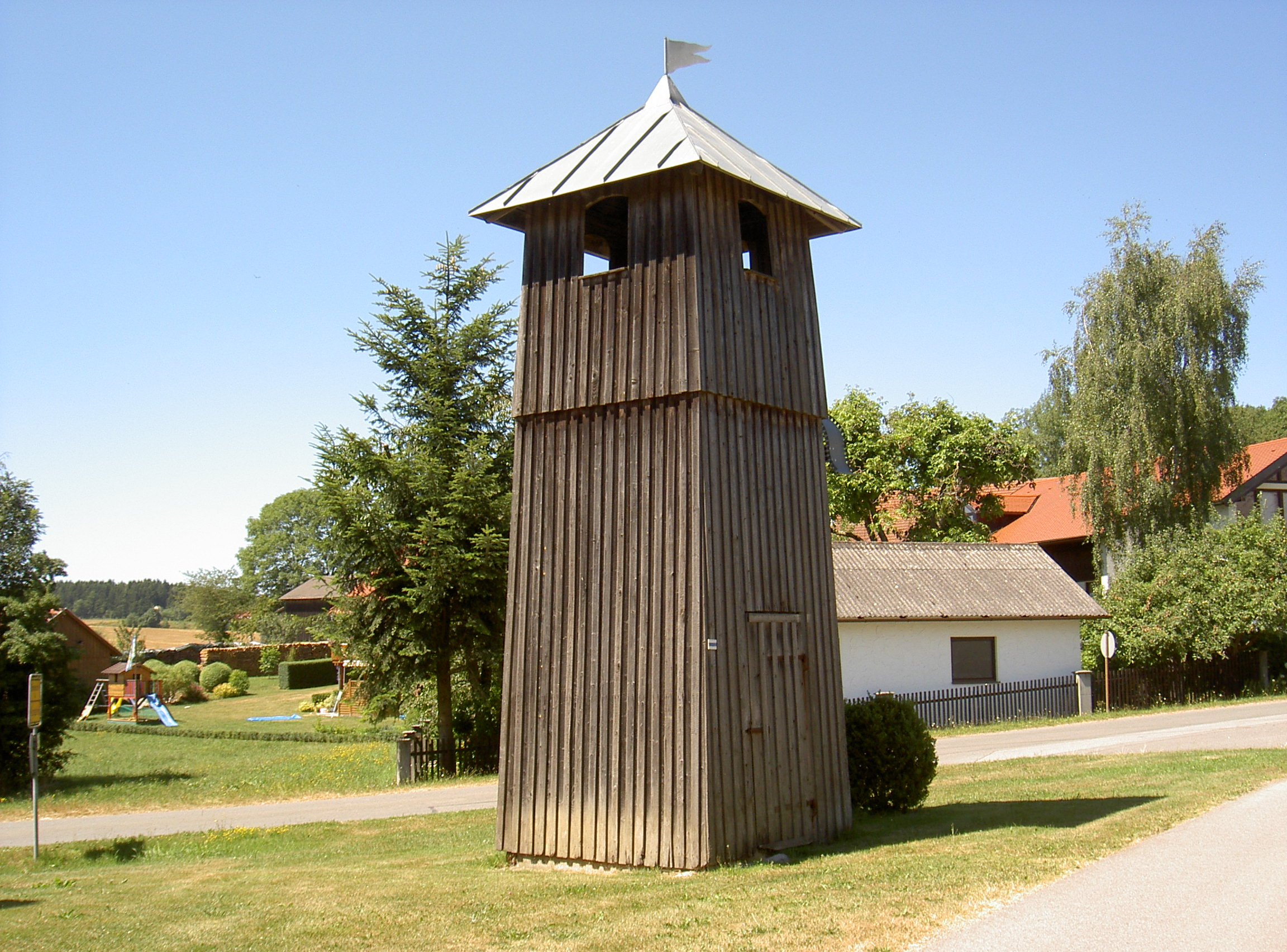
Konatsried hölzerner Glockenturm

## Geographische Lage
Konatsried liegt etwa 500 m nördlich der Ostmarkstraße und ungefähr drei Kilometer östlich von Oberviechtach auf dem Ostrand des Oberviechtacher Granitbeckens.

## Geschichte
Konatsried wurde 1285 im Herzogsurbar als Besitz von Herzog Ludwig II. von Oberbayern erstmals schriftlich erwähnt. 1587 taucht Konatsried im Musterungsprotokoll auf.
Es hieß früher Konradsried (oder auch Chvnratzrivt,  Koradsried) und gehörte zur Gemeinde Nunzenried, mit der es 1946 nach Oberviechtach eingemeindet wurde.
Nördlich von Konatsried liegt der 639 m hohe Brennhippl (= Brennhügel), auf dem früher ein Köhler seinen Meiler hatte.
Zum Stichtag 23. März 1913 (Osterfest) wurde Konatsried als Teil der Pfarrei Oberviechtach mit 10 Häusern und 60 Einwohnern aufgeführt.
Am 31. Dezember 1990 hatte Konatsried 31 Einwohner und gehörte zur Pfarrei Oberviechtach.